# قرخ بلاغ
قرخ‌ بلاغ هي قرية في مقاطعة سراب، إيران. عدد سكان هذه القرية هو 260 في سنة 2006.